# Denivit
Denivit är en svensk tandkräm från 1978, ursprungligen marknadsförd av Barnängen. Namnet kommer från ”den är vit”, vilket syftar på att tandkrämen är av whiteningtyp. 1992 köpte Henkel upp varumärket, och 2008 såldes tandkrämen i nästan 30 länder.